# Oxalis albicans
Oxalis albicans är en harsyreväxtart som beskrevs av Carl Sigismund Kunth. Oxalis albicans ingår i släktet oxalisar, och familjen harsyreväxter.

## Underarter
Arten delas in i följande underarter:
- O. a. albicans
- O. a. californica
- O. a. pilosa